# Víctor Esteban Tercilla
Víctor Esteban Tercilla (n. Ezcaray, La Rioja, 16 de marzo de 1993) es un jugador español de pelota vasca en la modalidad de mano, que juega en la posición de delantero. Es hermano del también pelotari Gorka Esteban.

## Final del Manomanista de 2.ª Categoría
| Año  | Campeón | Subcampeón | Tanteo | Frontón  |
| ---- | ------- | ---------- | ------ | -------- |
| 2015 | Víctor  | Irribarria | 22-15  | Beotibar |